# Békéscsaba Raptors 2011
Questa voce raccoglie le informazioni riguardanti i Békéscsaba Raptors nelle competizioni ufficiali della stagione 2011.

## Divízió I 2011

### Stagione regolare
| Eger 20 marzo 2011 2ª giornata | Eger Heroes | 12 – 21 | Békéscsaba Raptors | Egri Stadion |

| 3 aprile 2011 4ª giornata | Szolnok Soldiers | 6 – 10 | Békéscsaba Raptors |  |

| 15 maggio 2011 10ª giornata | Békéscsaba Raptors | 34 – 31 | Miskolc Steelers |  |

| 22 maggio 2011 11ª giornata | Jászberény Wolverines | 0 – 35 | Békéscsaba Raptors |  |

| 5 giugno 2011 13ª giornata | Békéscsaba Raptors | 24 – 40 | Újbuda Rebels |  |

| 11 giugno 2011 14ª giornata | Békéscsaba Raptors | 20 – 38 | Nyíregyháza Tigers |  |

### Playoff
| 18 giugno 2011 Wild Card | Békéscsaba Raptors | 16 – 6 | Szolnok Soldiers |  |

| 2 luglio 2011 Semifinale | Dunaújváros Gorillaz | 14 – 16 | Békéscsaba Raptors |  |

| 17 luglio 2011 Pannon Bowl | Nyíregyháza Tigers | 42 – 7 | Békéscsaba Raptors |  |

## Statistiche di squadra
| Competizione      | %Vittorie | In casa | In casa | In casa | In casa | In casa | In casa | In trasferta | In trasferta | In trasferta | In trasferta | In trasferta | In trasferta | Totale | Totale | Totale | Totale | Totale | Totale |
| Competizione      | %Vittorie | G       | V       | N       | P       | Pf      | Ps      | G            | V            | N            | P            | Pf           | Ps           | G      | V      | N      | P      | Pf     | Ps     |
| ----------------- | --------- | ------- | ------- | ------- | ------- | ------- | ------- | ------------ | ------------ | ------------ | ------------ | ------------ | ------------ | ------ | ------ | ------ | ------ | ------ | ------ |
| Stagione regolare | .667      | 3       | 1       | 0       | 2       | 78      | 109     | 3            | 3            | 0            | 0            | 66           | 18           | 6      | 4      | 0      | 2      | 144    | 127    |
| Playoff           | .667      | 1       | 1       | 0       | 0       | 16      | 6       | 2            | 1            | 0            | 1            | 23           | 56           | 3      | 2      | 0      | 1      | 39     | 62     |
| Totale            | .667      | 4       | 2       | 0       | 2       | 94      | 115     | 5            | 4            | 0            | 1            | 89           | 74           | 9      | 6      | 0      | 3      | 183    | 189    |